# La Torre de Vilella
La Torre de Vilella és una vila i municipi del Baix Aragó, històricament considerat del Matarranya. L'església parroquial és dedicada a Santa Quitèria.

## Llengua
La parla local és el català, per la qual cosa forma part de la Franja de Ponent.

## Demografia
La Torre de Vilella tenia 170 habitants el 2020.

## Administració
D'ençà del 2003, el batlle de la Torre de Vilella és Carles Martín Silvestre (PSOE).

## Economia
En la localitat, les dues activitats econòmiques més importants són l'agricultura (cereals, oliveres, ametlers) i la ramaderia (oví, porcí, cabrum, aviram).